# ويليام كار
ويليام كار (بالإنجليزية: William Carr)‏ (1 يونيو 1976 بملبورن في أستراليا - ) هو لاعب كريكت أسترالي. لعب مع فريق فكتوريا للكريكت.

## وصلات خارجية
- ويليام كار على موقع إي آس بي آن كريك إنفو (الإنجليزية)